# Friedrich August II. (Sachsen)

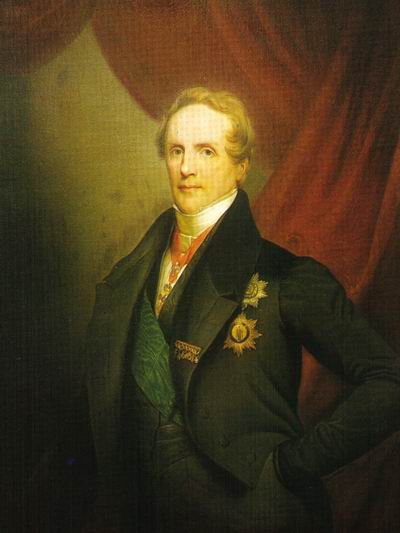
König Friedrich August II. von Sachsen auf einem Gemälde von Carl Vogel von Vogelstein, um 1836

Friedrich August II. – gebürtig Prinz Friedrich August Albert Maria Clemens Joseph Vincenz Aloys Nepomuk Johann Baptista Nikolaus Raphael Peter Xaver Franz de Paula Venantius Felix von Sachsen – (* 18. Mai 1797 in Weißensee, Kurfürstentum Sachsen; † 9. August 1854 in Brennbichl in Tirol) aus dem Haus der albertinischen Wettiner war von 1836 bis zu seinem Tode dritter König von Sachsen.

## Herkunft

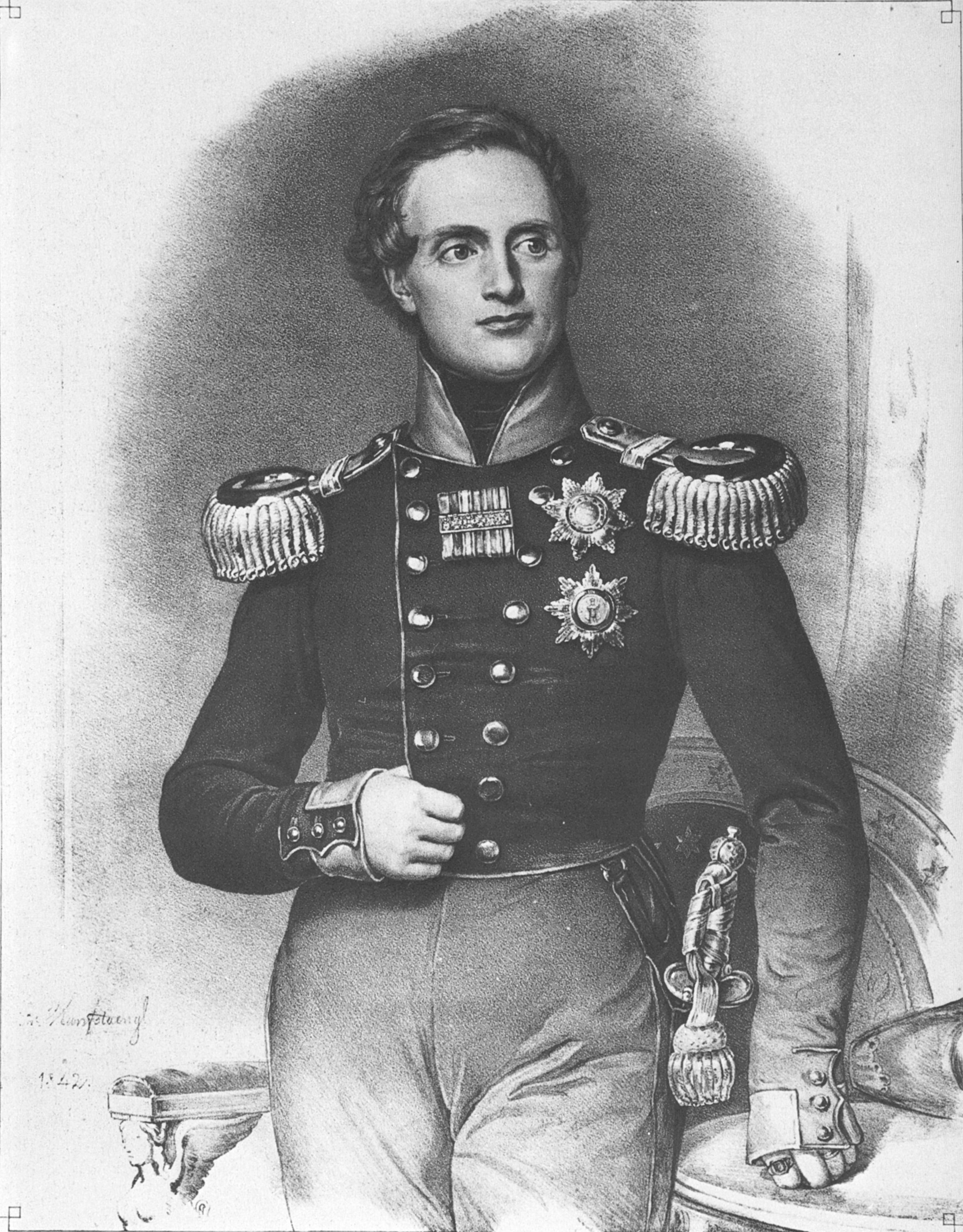
Friedrich August, Lithographie von Franz Hanfstaengl 1842

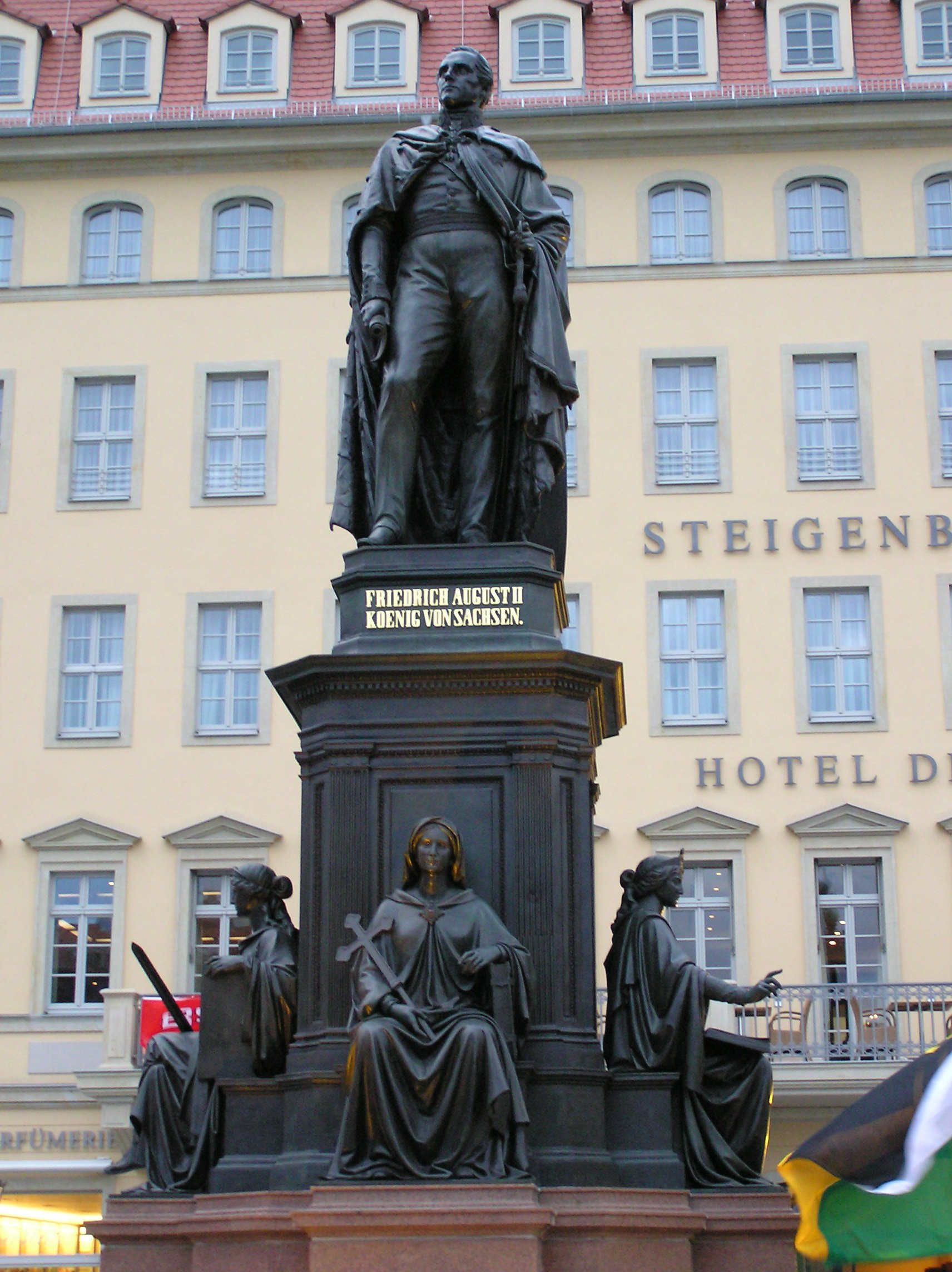
Statue auf dem Dresdner Neumarkt

Friedrich August war der älteste Sohn von Prinz Maximilian von Sachsen (1759–1838), dem jüngsten Sohn von Kurfürst Friedrich Christian. Seine Mutter war Caroline von Parma (1770–1804), die Tochter von Herzog Ferdinand von Parma und Maria Amalia von Österreich.
Da die drei älteren Brüder seines Vaters, König Friedrich August I., Prinz Karl und König Anton, keine überlebenden Söhne hatten, war schon in Friedrich Augusts Kindheit zu erwarten, dass er einst die Nachfolge als König von Sachsen antreten würde.

## Leben und politisches Wirken
Friedrich August war Offizier in den Befreiungskriegen, zeigte aber sonst für das Militärische kaum Interesse.
1827 rückte sein Vater an die erste Stelle der Thronfolge. Im Zuge der Unruhen von 1830/31 erklärte dieser aber am 13. September 1830 seinen Verzicht zu Gunsten Friedrich Augusts, der zudem zum Prinz-Mitregenten seines Onkels König Anton bestellt wurde, mit dem zusammen er fortan die Geschicke des Landes leitete. Politische Fragen löste er aus reinem Pflichtgefühl. Meist berief er sich auf seine Minister. Als ein ausgesprochen liebenswerter und intelligenter Mann war er schnell beim Volk beliebt. Die Allgemeine Städteordnung vom 2. Februar 1832 brachte den Städten die freie Selbstverwaltung, durch sein Edikt vom 17. März 1832 wurden die Bauern vom Frondienst und der Erbuntertänigkeit befreit.

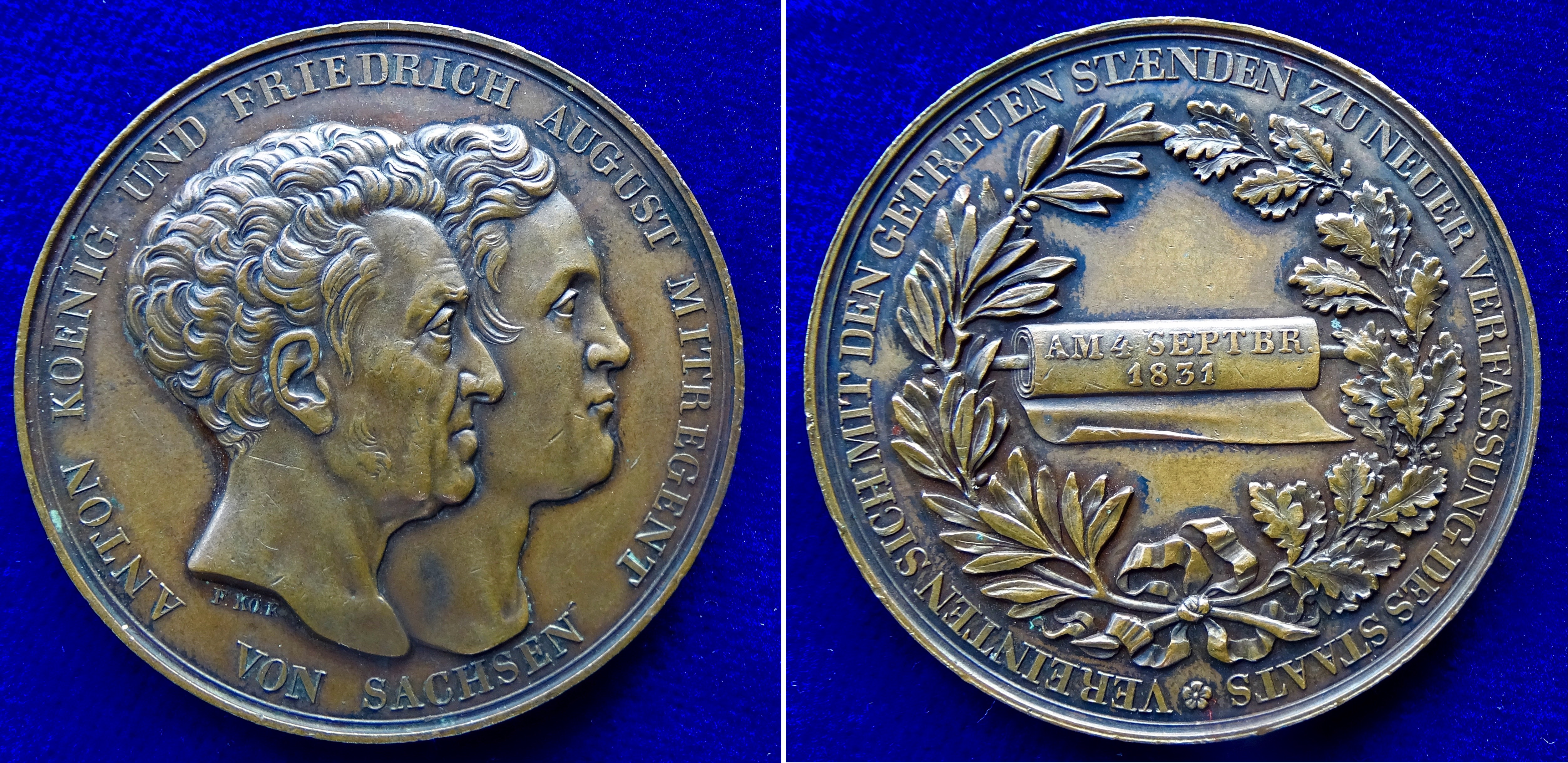
Friedrich August zusammen mit seinem Onkel Anton auf der Medaille zur Verfassung des Königreiches Sachsen vom 4. September 1831.

1836 trat er nach Antons Tod dessen Nachfolge an.
Während seiner Regierungszeit schuf das Strafgesetzbuch von 1838 eine einheitliche Rechtsprechung für Sachsen. Unter dem Eindruck der Märzrevolution 1848/49 berief er liberale Minister in die Regierung, hob die Zensur auf und erließ ein liberales Wahlgesetz für den Landtag. Später änderte er seine Haltung. Am 28. April 1849 löste Friedrich August II. den Landtag auf. Während des Dresdner Maiaufstandes 1849 begab er sich mit Königin und sämtlichen Ministern auf die Festung Königstein.
Friedrich August II. trug eine bedeutende Kunstsammlung, v. a. Druckgraphik und Handzeichnungen, zusammen.

## Eheschließungen
Am 7. Oktober 1819 heiratete Friedrich August in Dresden seine Cousine zweiten Grades Erzherzogin Maria Karoline von Österreich (1801–1832), Tochter von Kaiser Franz I. Die Ehe blieb kinderlos.
Ein Jahr nach dem Tod seiner ersten Frau heiratete er Prinzessin Maria Anna (1805–1877), Tochter des bayerischen Königs Maximilian I. Joseph. Auch diese Ehe blieb kinderlos.
Ein unehelicher Sohn Friedrich Augusts war der Musiker, Publizist und Komponist Theodor Uhlig (1822–1853).

## Unfalltod

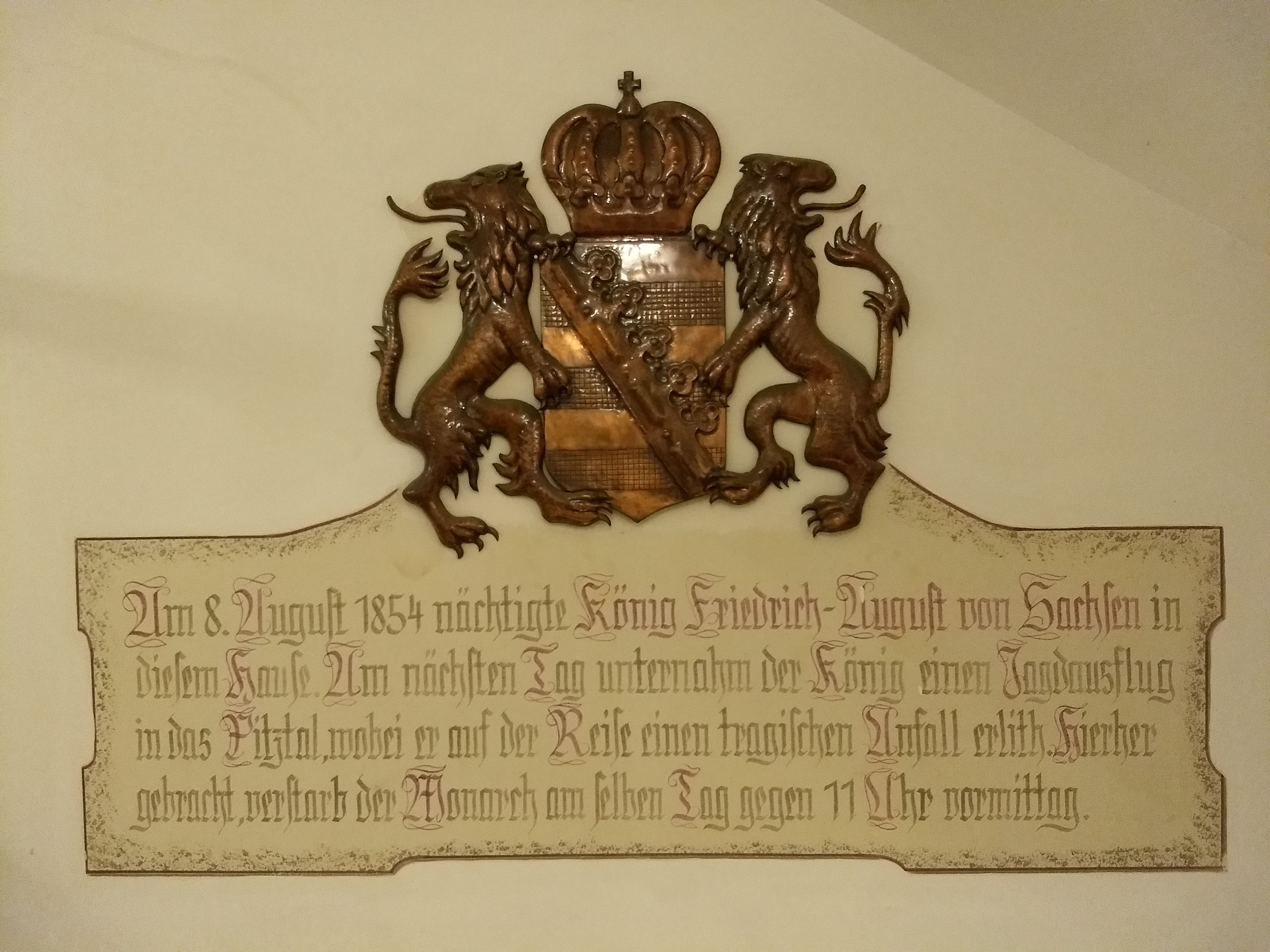
Wandmalerei zum Unfall König Friedrich August von Sachsens im Hotel Neuner in Imst

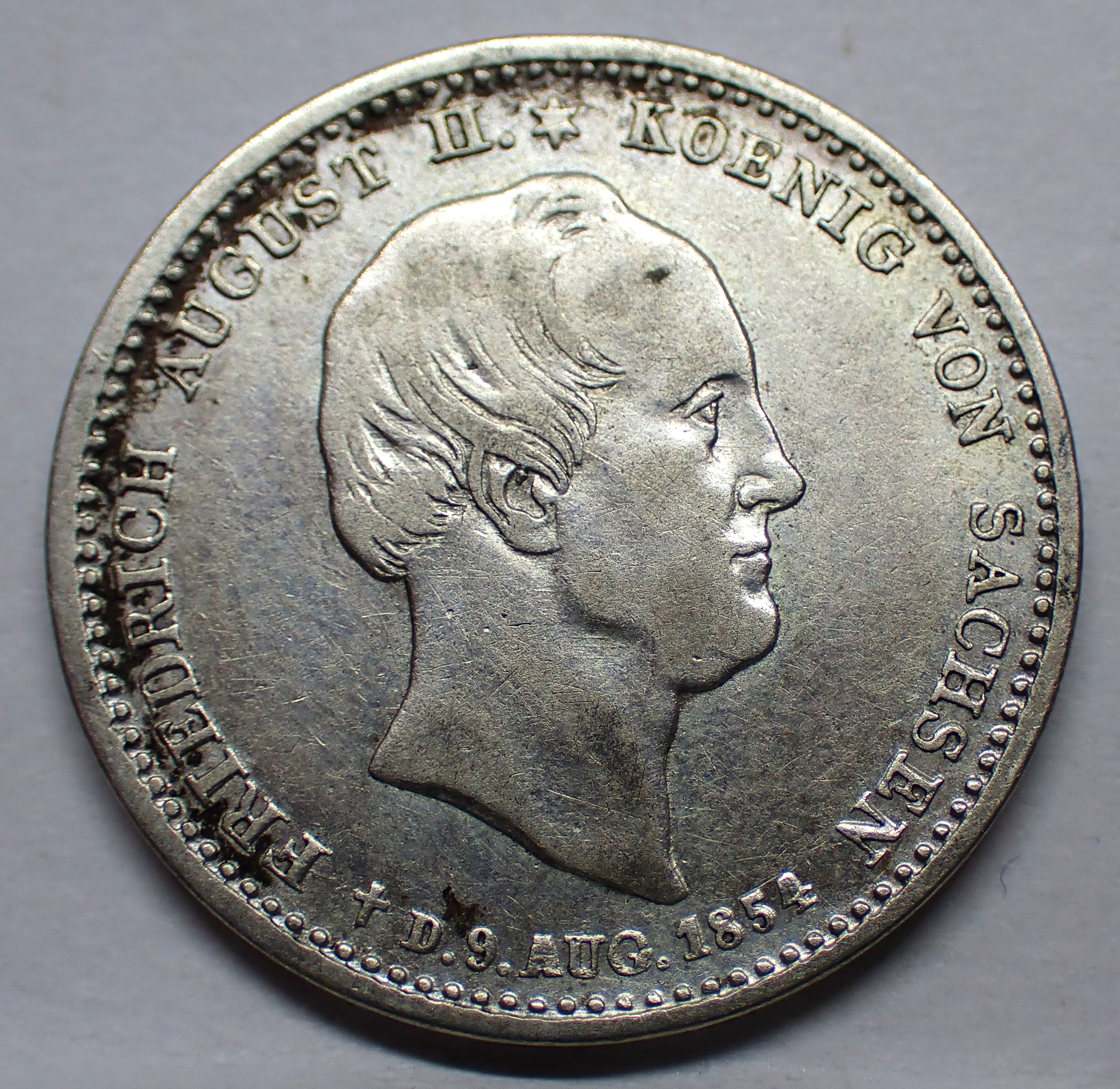
Sechsteltaler Gedenkmünze auf den Tod Friedrich August II. mit Porträt

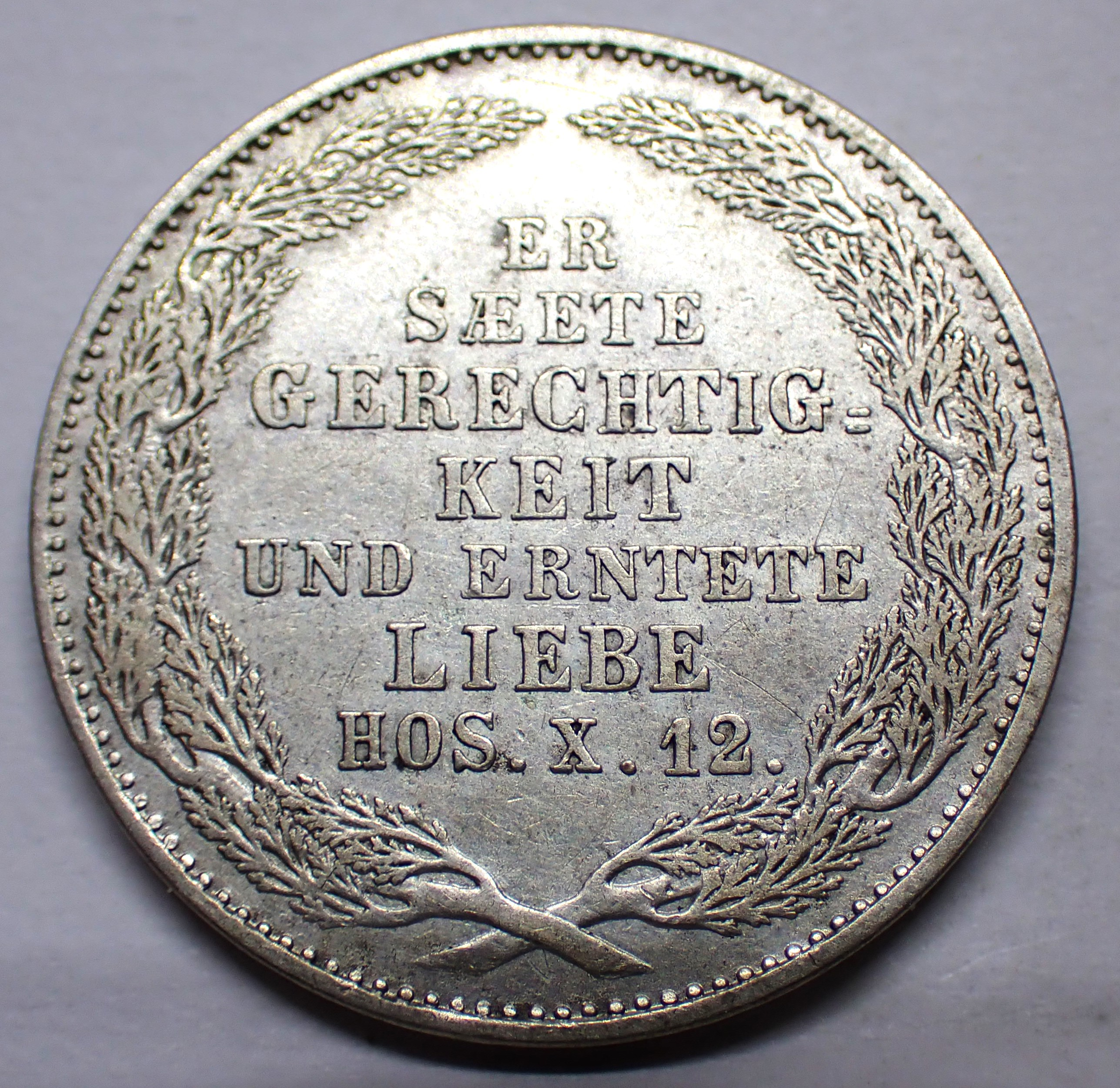
Sechsteltaler Gedenkmünze auf den Tod, Revers

Bei einer Reise in Tirol verunglückte sein Pferdewagen am 9. August 1854 in Karrösten. Er starb in dem bis heute fortbestehenden Gasthof Neuner, nachdem er aus dem Wagen gestürzt war und von einem Pferd einen Tritt gegen den Kopf erhalten hatte.
Er wurde am 19. August 1854 in der Königsgruft der Katholischen Hofkirche in Dresden beigesetzt. Zu seinem Andenken veranlasste die Witwe Marie von Sachsen, eine Kapelle am Unfallort zu errichten, die ein Jahr danach geweiht wurde. Den ersten Gottesdienst hielt dort zum Jahrestag des Unfalltodes Alois Moriggl, der den König auf seinen Alpenexkursionen begleitet hatte.
Nachfolger wurde sein vier Jahre jüngerer Bruder Johann; dieser regierte Sachsen bis zu seinem Tod im Oktober 1873.

## Ehrungen
- Standbild auf dem Dresdner Neumarkt, 1867 von Ernst Hähnel
- König-Friedrich-August-Turm auf dem Löbauer Berg
- Friedrich-August-Turm auf dem Rochlitzer Berg
- Der Königsplatz, ein Aussichtspunkt in der Hinteren Sächsischen Schweiz bei Hinterhermsdorf, verdankt seine Bezeichnung dem König Friedrich August II., der sich da aufgehalten haben soll.
- In Freiberg trug eine Kaserne seinen Namen, ebenso in Dresden.
- Die Pflanzengattung Saxofridericia R.H.Schomb. aus der Familie der Rapateaceae ist ihm zu Ehren benannt worden.[3]
- Die Pflanzengart Pedicularis friderici-augusti Tomm. aus der Familie der Orobanchaceae ist auch ihm zu Ehren benannt worden.
- Prägung von Gedenkmünzen auf seinen Tod im Wert eines Drittel- und eines Sechsteltalers

## Genealogie
| Ahnentafel Friedrich August II. | Ahnentafel Friedrich August II.                                                                  | Ahnentafel Friedrich August II.                                                                  | Ahnentafel Friedrich August II.                                                                  | Ahnentafel Friedrich August II.                                                                  | Ahnentafel Friedrich August II.                                                           | Ahnentafel Friedrich August II.                                                           | Ahnentafel Friedrich August II.                                                                            | Ahnentafel Friedrich August II.                                                                  |
| ------------------------------- | ------------------------------------------------------------------------------------------------ | ------------------------------------------------------------------------------------------------ | ------------------------------------------------------------------------------------------------ | ------------------------------------------------------------------------------------------------ | ----------------------------------------------------------------------------------------- | ----------------------------------------------------------------------------------------- | --- | ------------------------------------------------------------------------------------------------ |
| Ururgroßeltern                  | König August II. (1670–1733) ⚭ 1693 Christiane Eberhardine von Brandenburg-Bayreuth (1671–1727)  | Kaiser Joseph I. (1678–1711) ⚭ 1699 Wilhelmine Amalie von Braunschweig-Lüneburg (1673–1742)      | Kurfürst Maximilian II. Emanuel (1662–1726) ⚭ 1695 Therese Kunigunde von Polen (1676–1730)       | Kaiser Joseph I. (1678–1711) ⚭ 1699 Wilhelmine Amalie von Braunschweig-Lüneburg (1673–1742)      | König Philipp V. (1683–1746) ⚭ 1714 Elisabetta Farnese (1692–1766)                        | König Ludwig XV. (1710–1774) ⚭ 1725 Maria Leszczyńska (1703–1768)                         | Herzog Leopold Joseph von Lothringen (1679–1729) ⚭ 1698 Élisabeth Charlotte de Bourbon-Orléans (1676–1744) | Kaiser Karl VI. (1685–1740) ⚭ 1708 Elisabeth Christine von Braunschweig-Wolfenbüttel (1691–1750) |
| Urgroßeltern                    | König August III. (1696–1763) ⚭ 1719 Maria Josepha von Österreich (1699–1757)                    | König August III. (1696–1763) ⚭ 1719 Maria Josepha von Österreich (1699–1757)                    | Kaiser Karl VII. (1697–1745) ⚭ 1722 Maria Amalia von Österreich (1701–1756)                      | Kaiser Karl VII. (1697–1745) ⚭ 1722 Maria Amalia von Österreich (1701–1756)                      | Herzog Philipp von Parma (1720–1765) ⚭ 1738 Marie Louise Élisabeth de Bourbon (1727–1759) | Herzog Philipp von Parma (1720–1765) ⚭ 1738 Marie Louise Élisabeth de Bourbon (1727–1759) | Kaiser Franz I. Stephan (1708–1765) ⚭ 1736 Maria Theresia (1717–1780)                                      | Kaiser Franz I. Stephan (1708–1765) ⚭ 1736 Maria Theresia (1717–1780)                            |
| Großeltern                      | Kurfürst Friedrich Christian von Sachsen (1722–1763) ⚭ 1747 Maria Antonia von Bayern (1724–1780) | Kurfürst Friedrich Christian von Sachsen (1722–1763) ⚭ 1747 Maria Antonia von Bayern (1724–1780) | Kurfürst Friedrich Christian von Sachsen (1722–1763) ⚭ 1747 Maria Antonia von Bayern (1724–1780) | Kurfürst Friedrich Christian von Sachsen (1722–1763) ⚭ 1747 Maria Antonia von Bayern (1724–1780) | Herzog Ferdinand von Bourbon (1751–1802) ⚭ 1769 Maria Amalia von Österreich (1746–1804)   | Herzog Ferdinand von Bourbon (1751–1802) ⚭ 1769 Maria Amalia von Österreich (1746–1804)   | Herzog Ferdinand von Bourbon (1751–1802) ⚭ 1769 Maria Amalia von Österreich (1746–1804)                    | Herzog Ferdinand von Bourbon (1751–1802) ⚭ 1769 Maria Amalia von Österreich (1746–1804)          |
| Eltern                          | Maximilian von Sachsen (1759–1838) ⚭ 1792 Caroline von Bourbon-Parma (1770–1804)                 | Maximilian von Sachsen (1759–1838) ⚭ 1792 Caroline von Bourbon-Parma (1770–1804)                 | Maximilian von Sachsen (1759–1838) ⚭ 1792 Caroline von Bourbon-Parma (1770–1804)                 | Maximilian von Sachsen (1759–1838) ⚭ 1792 Caroline von Bourbon-Parma (1770–1804)                 | Maximilian von Sachsen (1759–1838) ⚭ 1792 Caroline von Bourbon-Parma (1770–1804)          | Maximilian von Sachsen (1759–1838) ⚭ 1792 Caroline von Bourbon-Parma (1770–1804)          | Maximilian von Sachsen (1759–1838) ⚭ 1792 Caroline von Bourbon-Parma (1770–1804)                           | Maximilian von Sachsen (1759–1838) ⚭ 1792 Caroline von Bourbon-Parma (1770–1804)                 |
| Friedrich August II.            |                                                                                                  |                                                                                                  |                                                                                                  |                                                                                                  |                                                                                           |                                                                                           | |                                                                                                  |